# Alionycteris paucidentata
Alionycteris paucidentata is een vleermuis uit de familie der vleerhonden (Pteropodidae) die alleen gevonden is op Mount Kitanglad in de provincie Bukidnon op het Filipijnse eiland Mindanao. Het is de enige soort van het geslacht Alionycteris. Dit geslacht is waarschijnlijk het nauwst verwant aan Otopteropus en Haplonycteris, twee andere endemische Filipijnse geslachten. Deze soort komt weinig voor op 1600 tot 1900 m hoogte, maar veel op 2250 m hoogte. Het is een van de weinige Filipijnse vleerhonden die in montaan regenwoud voorkomen. Het is een kleine, donkere vleerhond. Net als veel andere vleerhonden heeft A. paucidentata geen staart. De totale lengte bedraagt 66 tot 72 mm, de achtervoetlengte 11 tot 13 mm, de oorlengte 13 tot 15 mm, de voorarmlengte 44 tot 50 mm en het gewicht 14 tot 18 g. Het karyotype bedraagt 2n=36, FN=ca. 58.
Acerodon · Aethalops · Alionycteris · Aproteles · Balionycteris · Casinycteris · Chironax · Cynopterus · Desmalopex · Dobsonia · Dyacopterus · Eidolon · Eonycteris · Epomophorus · Epomops · Haplonycteris · Harpyionycteris · Hypsignathus · Latidens · Lissonycteris · Macroglossus · Megaloglossus · Melonycteris · Micropteropus · Mirimiri · Myonycteris · Nanonycteris · Neopteryx · Notopteris · Nyctimene · Otopteropus · Paranyctimene · Penthetor · Plerotes · Ptenochirus · Pteralopex · Pteropus · Rousettus · Scotonycteris · Sphaerias · Styloctenium · Syconycteris · Thoopterus